# جزيرة زمهر (ميدي)

تعديل مصدري - تعديل

جزيرة زمهر هي إحدى جزر مديرية ميدي التابعة لمحافظة حجة.